# SS Athenia
SS Athenia – brytyjski parowiec przeznaczony do ruchu pasażerskiego i przewożenia towarów handlowych.

## Historia statku

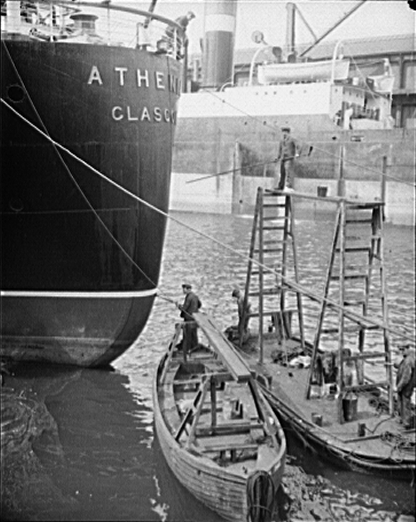
Malowanie rufy

Parowiec „Athenia” zbudowano w stoczni Fairfield Shipbuilding and Engineering Company w Govan w Szkocji, na zamówienie armatora Anchor-Donaldson Ltd. Ceremonie wodowania i nadania nazwy miały miejsce 28 stycznia 1923 roku. W pierwszy rejs statek wyruszył 19 kwietnia 1923 roku na trasie Glasgow–Liverpool–Quebec–Montreal. W roku 1935 stał się własnością Donaldson Atlantic Line. Pływał głównie na trasie Glasgow (bądź Liverpool) – Quebec (bądź Montreal). W sezonie zimowym zawijał do Halifaksu.

## Zatopienie statku
3 września 1939 roku Wielka Brytania wypowiedziała wojnę III Rzeszy. Tego dnia „Athenia” płynęła z Wysp Brytyjskich w kierunku Kanady. Na statku obowiązywały podwyższone normy bezpieczeństwa związane z rozpoczętą wojną. Zgodnie z rozkazami jednostka zygzakowała, płynąc w zaciemnieniu. Na jego pokładzie znajdowało się 1417 osób (w tym 1102 pasażerów i 315 członków załogi). Wśród nich, oprócz Brytyjczyków i Irlandczyków, było 311 obywateli Stanów Zjednoczonych, 469 Kanady, 150 emigrantów ze wschodniej Europy oraz 34 Niemców.
W tym samym dniu niemiecki okręt podwodny U-30 pod dowództwem kapitana Fritza Juliusa Lempa patrolował najbardziej wysunięty na północ sektor położony na zachód od Irlandii. W czasie patrolu kapitan został powiadomiony o wypowiedzeniu wojny Niemcom przez Wielką Brytanię. Odebrał również poniższy rozkaz:

Nie czekajcie aż zostaniecie zaatakowani. Rozpoczynajcie działania przeciw nieprzyjacielskiej żegludze zgodnie z rozkazem operacyjnym.

Około godz. 16.30 czasu lokalnego w pobliżu skalistej wysepki Rockall wachta U-Boota zauważyła płynący od Wysp Brytyjskich samotny parowiec. Lemp, mimo śledzenia statku przez ponad 3 godziny, nie rozpoznał go jako statek pasażerski. Uznał, że ma przed sobą brytyjski krążownik pomocniczy i wydał rozkaz do ataku. O godz. 19.39 („Athenia” znajdowała się w miejscu o współrzędnych 56.44 N i 14.05 W) U-30 wystrzelił dwie torpedy, z których jedna trafiła, a druga okazała się wadliwa i okręt podwodny musiał manewrować by jej uniknąć. Trafienie nastąpiło w ładownię nr 5, przy grodzi wodoszczelnej maszynowni. Statek zaczął powoli tonąć (ostatecznie zatonął po 14,5 godziny). Lemp wystrzelił jeszcze jedną torpedę, by dobić statek, ale ona też zawiodła. Ostatecznie dowódca U-boota zidentyfikował ofiarę jako liniowiec pasażerski i zdecydował o odpłynięciu z miejsca ataku.
„Athenia” natychmiast nadała sygnał SOS. Przechwyciły go trzy statki: „Knute Nelson” (pod norweską banderą), szwedzki jacht „Southern Cross” oraz amerykański frachtowiec „City of Flint”. Gdy tylko powyższe statki nadeszły z pomocą, zaczęto podnosić rozbitków z łodzi ratunkowych. Jedna z łodzi (oznaczona numerem 5A) wpadła pod śruby norweskiego zbiornikowca. Zginęło około 40 osób spośród 90, które znajdowały się na szalupie. Akcja ratunkowa trwała całą noc. O godz. 6.00 następnego dnia na miejsce tragedii dopłynęły niszczyciele: HMS „Electra” i HMS „Escort”, a nieco później HMS „Fame”. Około godz. 11.00 „Athenia” ostatecznie spoczęła na dnie oceanu. Dzięki sprawnej akcji ratunkowej i sprzyjającym warunkom pogodowym zginęło tylko 118 osób.

## Następstwa

### Działania Berlina
Sprawa była na tyle poważna, że zainteresował się nią sam Adolf Hitler. Obawiano się, że incydent spowoduje wciągnięcie Stanów Zjednoczonych do wojny. Uruchomiono machinę propagandową mającą oczyścić Niemcy z zarzutów zatopienia cywilnego statku i złamania traktatu londyńskiego z 1930 roku.
- 4 IX – Erich Raeder oświadczył, iż „Athenia” nie mogła paść ofiarą U-Boota, jako że w promieniu 130 km od miejsca zdarzenia nie znajdował się żaden z okrętów podwodnych Kriegsmarine.
- 5 IX – niemieckie media poinformowały, że zatopienie „Athenii” było brytyjską prowokacją, która miała na celu wciągnięcie Stanów Zjednoczonych do wojny.
- 7 IX – Kriegsmarine wydała oficjalny komunikat:

1. W obszarze, w którym zatonął parowiec Athenia, nie było niemieckich sił morskich.
2. Dlatego przypisywanie niemieckim siłom morskim jakiegokolwiek związku z zatonięciem Athenii jest zupełnie bezpodstawne.
3. Próba dalszego obciążania niemieckiej floty odpowiedzialnością za zatopienie Athenii mimo urzędowego niemieckiego zaprzeczenia, przedstawia sobą tym samym typowy produkt obrzydliwego szczucia.

- organ prasowy narodowych socjalistów „Völkischer Beobachter” opublikował artykuł zatytułowany: „Churchill zatopił Athenię”.

### Prawda o zdarzeniu
Dopiero podczas procesów norymberskich brytyjscy prokuratorzy wykazali, że sprawcą zatopienia „Athenii” był kapitan Julius Lemp, oraz że Niemcy od początku wiedzieli o jego winie i rozmyślnie oskarżali Churchilla, aby uniknąć odpowiedzialności związanej z zatopieniem liniowca.
Karl Dönitz tak wspominał zatopienie SS „Athenia”:

3.9.1939 U-30 zatopił brytyjski statek pasażerski Athenia. Zaciemniony statek płynął bardzo osobliwym kursem, zygzakując. Dowódca uznał go więc za krążownik pomocniczy i zatopił. Mimo usprawiedliwienia, że działał w dobrej wierze, został on przeze mnie ukarany, ponieważ działając z większą starannością mógł rozpoznać, że nie był to krążownik pomocniczy. Ze względu na to zajście jeszcze wieczorem 4.9.1939 r. rozkazano U-Bootom: Zarządzeniem Führera nie podejmować na razie żadnych wrogich działań wobec statków pasażerskich nawet wtedy, gdy idą one w konwoju.

## Wrak
6 października 2017 roku rząd Irlandii poinformował, że badacze pod kierunkiem archeologa podwodnego Davida Mearnsa odnaleźli wrak statku.